# Långskata
Långskata är en udde i Åland (Finland). Den ligger i den södra delen av landskapet, 6 km öster om huvudstaden Mariehamn. Långskata ligger på ön Fasta Åland.
Terrängen inåt land är platt. Havet är nära Långskata västerut. Närmaste större samhälle är Mariehamn, 6,4 km väster om Långskata. 
Runt Långskata är det glesbefolkat, med 17 invånare per kvadratkilometer.